# Vårgårda
Vårgårda – miejscowość (tätort) w Szwecji, w regionie administracyjnym (län) Västra Götaland, w gminie Vårgårda.
Według danych Szwedzkiego Urzędu Statystycznego liczba ludności wyniosła: 5384 (31 grudnia 2015), 5711 (31 grudnia 2018) i 5735 (31 grudnia 2019).